# Sorte substans
Den sorte substans (latin: substantia nigra  – forkortet SN) er et område i hjernen, der især et involveret i dopamin-systemet. 

## Anatomi
Den sorte substans er lokaliseret i midthjernen.
Der er to sorte substanser: en i hver hjernehalvdel. Deles de op, vil man oftest tale om substantia nigra, pars compacta (SNc) der ligger dorsalt og substantia nigra, pars reticulata (SNr) der ligger ventralt.
Pars compacta-området indeholder neuroner med melanin og dopamin.

## Forbindelser
Den sorte substans modtager projektioner (axoner) fra striatum og pallidum (man taler om såkaldte striatonigrale og striatopallidale projektioner). Den sorte substans projicerer tilbage til disse hjernestrukturer.
Patienter med Parkinsons sygdom eller Huntingtons sygdom har ubalance i dette kredsløb.